# معركة نخجوان (1406)
وقعت معركة نخجوان بين قراقويونلو تحت حكم الباي قره يوسف والإمبراطورية التيمورية تحت قيادة حفيد تيمورلنك أبو بكر بن ميران شاه من أجل السيطرة على أذربيجان في 14 أكتوبر 1406. هزم قره يوسف التيموريين بشكل حاسم في هذه المعركة واستولى على تبريز عاصمة أذربيجان. [بحاجة لمصدر]

## خلفية
بعد هزيمة قره يوسف في معركة قناة الغامي عام 1402، هرب إلى مصر حيث سُجن حتى وفاة تيمورلنك عام 1405. عندما توفي تيمور عام 1405 م، قام السلطان المملوكي زين الدين فرج بإطلاق سراح السلطان أحمد جلائر وقره يوسف. وكان قد إتفق الإثنين أثناء وجودهما في السجن على أنه إذا خرجوا أحياء، فإن أحمد سيحتفظ بالعراق بينما سيحصل قرة يوسف على أذربيجان. خلال هذا الوقت كانت أذربيجان تحت سيطرة عمر ميرزا بن ميران شاه وبغداد كانت تحت إدارة أبو بكر بن ميران شاه، ابني ميران شاه. كان الشقيقان منافسين وقد سمح التنافس بينهما بعودة السلطان أحمد جلائر الذي استولى على بغداد بعد التحريض على انتفاضة من مقره في الحلة في أواخر عام 1405 [بحاجة لمصدر]
والحروب التيمورية الأهلية بدأت فيما وراء النهر عقب موت تيمورلنك. خليل سلطان، ابن ميران شاه، كان بالفعل في سمرقند وأعلن نفسه ملكًا. أراد ميران شاه دعم ابنه خليل سلطان، ولهذا الغرض، سار مع أبو بكر بن ميران شاه مع قواتهم نحو سمرقند . كانت القوة الوحيدة المعارضة هي شاه رخ ميرزا في هيرات، الذي سار حتى آمو داريا، لكنه عاد إلى سماع أخبار دعم خليل سلطان القادم من أذربيجان.
ومع ذلك، عندما غادر الجيش التيموري إلى بلاد ما وراء النهر، كانت تبريز تحت قيادة عمر ميرزا بن ميران شاه . إبراهيم الأول شاه شيروان وغيره من سكان منطقة أذربيجان مثل جاغلو التركمان تحت حكم بيستام جاغر حاكم أردبيل؛ سيد أحمد تيموري حاكم شاكي ؛ ثار يار أحمد قرمانلي رئيس قبيلة كرمنلي وحاكم قاراباغ، ضد عمر ميرزا بن ميران شاه . إبراهيم أراد كل أذربيجان لنفسه. قام بالتحريض على أعمال الشغب في كنجا واجتاح قاراباغ بمساعدة حلفائه المذكورين أعلاه. تمردت مملكة جورجيا في نفس الوقت، بينما أرسل الملك جورج السابع ملك جورجيا، حسب المؤرخ ميرخوند، سفرائه للتعبير عن طاعته وخضوعه لإبراهيم . " في وقت لاحق، في صيف عام 1406، في معركة على نهر كورا، هزموا جيش عمر ميرزا بن ميران شاه، الذي سرعان ما ترك تبريز عند وصول إبراهيم الأول شاه شيروان الذي استولى على المدينة في مايو 1406. لكن في يونيو 1406، سمع إبراهيم عن وصول السلطان أحمد جلائر إلى الحدود. هرب إلى شيروان بينما استولى السلطان أحمد جلائر على تبريز دون مقاومة. ومع ذلك فرضت مبالغ كبيرة من الضرائب وارتكب التجاوزات التي قلبت الناس ضده. [بحاجة لمصدر]

## معركة
بعد أن أصبح خليل سلطان ملكًا لإمبراطورية تيمور ، عاد أخوه أبو بكر بن ميران شاه مع جيشه إلى أذربيجان وطرد قوات السلطان أحمد جلائر من تبريز ومع ذلك التقى بقوات قره قويونلو تحت قيادة قره يوسف في نخجوان بالقرب من نهر آراس في 14 أكتوبر 1406 الذي كان يسير باتجاه تبريز من أجل الاستيلاء على المدينة. تفاصيل المعركة لم تصل إلينا لكن التيموريين هزموا بشدة وقره يوسف انتصر يومها.[بحاجة لمصدر]
أصبح قره يوسف حاكماً قوياً في المنطقة وأقام معقله على الفور عن طريق إقامة تحالفات مع القبائل التركمانية الأخرى مثل بيستام جاجير . احتل سلطانية وأردبيل ومراغة . ونقل السكان إلى تبريز. هذا من شأنه أن يعرض قرة يوسف لمواجهة هجومًا مضادًا عام 1408 بواسطة التيموريين الذين كانوا يعتزمون استعادة أذربيجان ولكن سيصابون بخيبة أمل. [بحاجة لمصدر]